# Хамуд Султан
Хамуд Султан Маткур (араб. حمود سلطان, нар. 1958, Мухаррак) — бахрейнський футболіст, який грав на позиції воротаря.. Відомий за виступами в клубі «Аль-Мухаррак», а також національній збірній Бахрейну, у складі якої зіграв 78 матчів, та брав участь у 9 турнірах Кубка націй Перської затоки і фінальному турнірі кубка Азії з футболу 1988 року.

## Клубна кар'єра
У дорослому футболі Хамуд Султан дебютував у 1974 році в складі команди «Аль-Мухаррак», у якій провів усю свою кар'єру гравця. У складі команди грав до 1998 року, став у її складі дванадцятиразовим чемпіоном Бахрейну та дванадцятиразовим володарем Кубка короля Бахрейну, зіграв у складі команди в чемпіонаті 270 матчів. Після закінчення виступів на футбольних полях став працювати футбольним експертом на спортивному катарському телеканалі «Аль-Касс».

## Виступи за збірну
У 1975 році Хамуд Султан дебютував у складі національної збірної Бахрейну. У складі збірної брав участь у 9 турнірах Кубка націй Перської затоки, та визнавався кращим воротарем 3 турнірів Кубка націй Перської затоки. У 1994 році його визнали кращим воротарем Азії У 1988 році він брав участь у фінальному турнірі кубка Азії з футболу.

## Титули і досягнення
- Чемпіон Бахрейну (12): 1974, 1975, 1978, 1979, 1983, 1984, 1989, 1990, 1993, 1995, 1996, 1997
- Володар Кубка короля Бахрейну (12): 1974, 1975, 1978, 1979, 1983, 1984, 1989, 1990, 1993, 1995, 1996, 1997